# Daejeon Hana Citizen Football Club
Daejeon Citizen Football Club (Coreano 대전 시티즌 프로축구단) é um clube da Primeira Divisão, conhecida como K-League, do futebol sul-coreano 